# Човек-коза (Мериленд)
Човекът коза е вид хоминид, който обаче има черти и на човек и на коза. Той живее в Мериленд, САЩ.

## История
- 1957 – Първи наблюдения в Мериленд.
- 1970 – Наблюденията на съществото зачестяват. То се превръща в градска легенда.[2]

## Теории
Човекът коза според някои изследователи е хибрид. Хибридите са същества които, според изследователите, са населявали земята преди появата на човека. Те са кръстоска между животните и „боговете“. Според изследователите на хибридите извънземна раса много по напреднала слязла на земята и заварила много видове животни. Те опитали да вкарат своите гени и да създадат човекът, като целта на опита била да се направи евтина работна ръка. Така те успели да намерят идеалният приемник на гена и създали нас хората. Човекът коза според защитниците на тази теория е същество кръстоска между древните прародители на днешните кози и муфлони и извънземния ген.
- Друга теория е че това е минотавър, който е митично същество. Скептиците обаче са много против тази теория защото минотаврите са същества от гръцката митология.

- някои смятат че генетично създаден вид животно, което е избягали от лабораторията, в която се е „родило“. [6]

- Други мислят че това е човек в костюм, заради много ограниченият кръг на наблюдение (Мериленд).